# Гранадський договір
Гранадський договір — приклади деяких договорів:
- Гранадський договір (Капітуляція Гранади) 1491 року між султаном Гранадського імірату Мухаммадом XII та Фердинандом й Ізабеллою — королем та королевою Кастилії, Леону, Арагону та Сицилії.
- Гранадський договір — секретна угода 11 листопада 1500 року між Фердинандо II Арагонським та Людовиком XII Франції, в якому вони погодилися розділити Неаполітанське королівство.